# Pero cocha
Pero cocha är en fjärilsart som beskrevs av Robert W. Poole 1987. Pero cocha ingår i släktet Pero och familjen mätare. Inga underarter finns listade i Catalogue of Life.